# Когельник, Кики
Кики Когельник (нем. Kiki Kogelnik; 22 января 1935, Грац — 1 февраля 1997, Вена) — австрийская художница, скульпторша, график. Родившись на юге Австрии, она училась в Венской академии изобразительных искусств и переехала в Нью-Йорк в 1961 году. Когельник считается важнейшей художницей Австрии, несмотря на то, что она являлась частью движения поп-арта

## Жизнь и деятельность: 1960-е

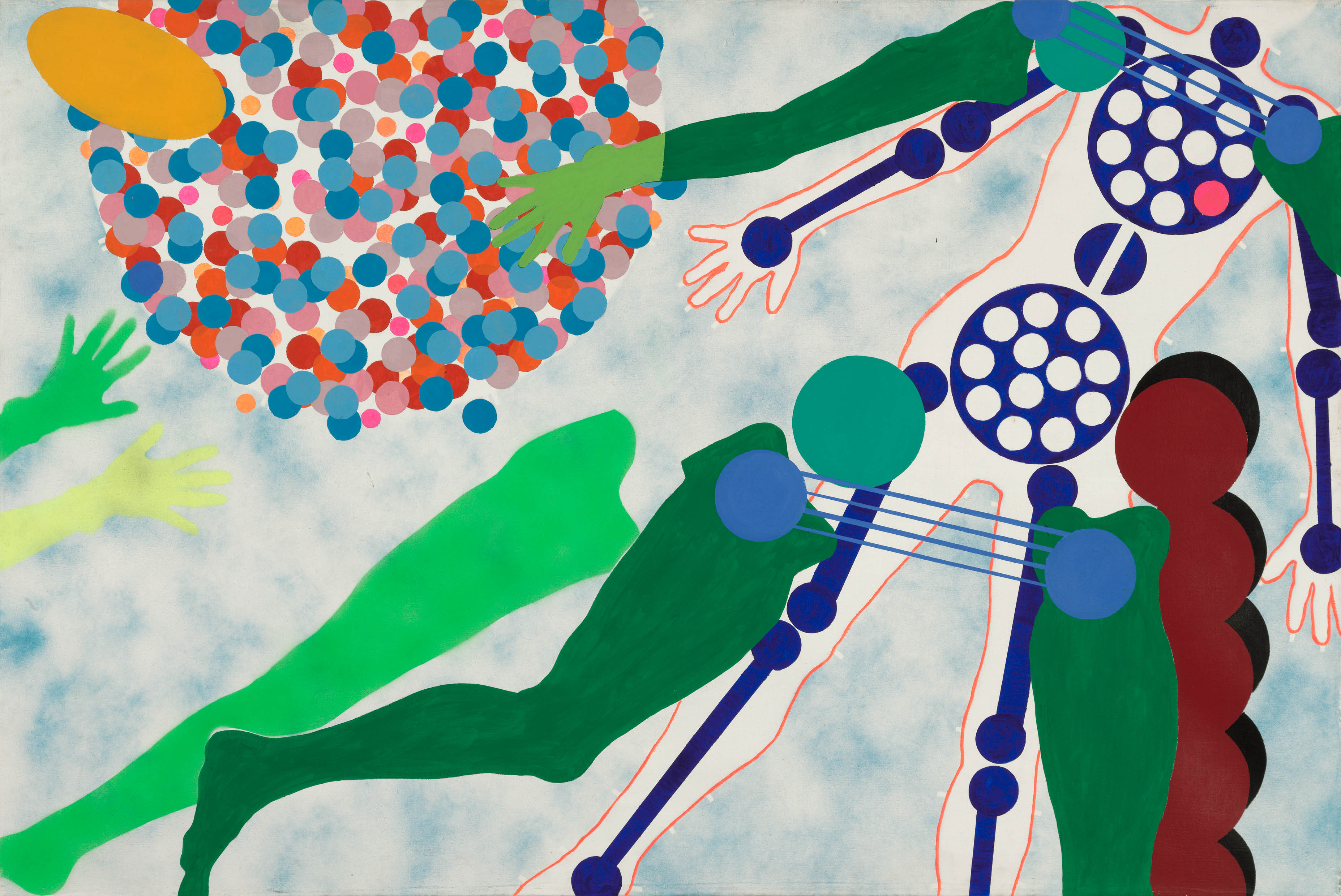
Кики Когельник, Женский робот, 1964, холст, масло и акрил, 48½ дюймов × 72½ дюйма (123 × 184 см). Фонд Кики Когельник.

Когельник начала свою карьеру в галерее «Nächst St. Stephan» в Вене в 1961 году, демонстрируя абстрактные работы. В то время она испытала влияние Сержа Полякова из Парижской школы, но впоследствии нашла свой уникальный жанр, в окружении тогдашнего движения поп-арта в Нью-Йорке. Была обручена с австрийским художником абстрактного экспрессионизма Арнульфом Райнером.
Когельник была близка к другому абстрактному экспрессионисту, американскому художнику Сэму Фрэнсису, и провела с ним время в 1961 году в Нью-Йорке и Санта-Монике, штат Калифорния. Затем Когельник переехала в Нью-Йорк в 1962 году, где она присоединилась к сплоченной группе художников, в которую входили Рой Лихтенштейн, Клас Олденбург, Энди Уорхол, Ларри Риверс, Том Вессельман, Джоан Митчелл, Роберт Раушенберг и Джаспер Джонс. Поп был образом жизни, и с экстравагантными шляпами и «обмундированием» Когельник происходил увлекательный хеппенинг, куда бы она ни пошла.
На её работу в то время сильно повлияли цвета и материалы поп-арта того времени, и она создала множество ярких эйфорических картин на космическую тематику. В отличие от поп-артистов, она избегала прославления коммерции или повседневных предметов, хотя, как известно, она ставила на первый план пластику и искусственное, а не природу.
В начале 1960-х Когельник принялась использовать для изготовления своих картин трафареты своих друзей в натуральную величину. В 1965 году эти вырезы-прототипы стали виниловыми вешалками, представленными на тех же вешалках для одежды, которые она видела по улицам вблизи своей студии в швейном квартале.
Пока Когельник находилась в Лондоне в 1966 году, пространство её студии в Нью-Йорке было охвачено огромным пожаром. Хотя Когельник только что съехала до пожара, но её сосед снизу, американский художник Альфред Лесли, потерял все свои творческие способности. В том же году Когельник вышла замуж за онколога-радиолога доктора Джорджа Шварца в Лондоне, родив в 1967 году сына Моно, а вскоре вернулась в Нью-Йорк. В 1969 году Когельник создала «Лунный хеппенинг» во время посадки на Луну Аполлона-11 в «Galerie Nächst St. Stephan» в Вене, создав серию шелкографий на лунную тематику во время прямой трансляции.

## 1970-е и позже
В 1970-х годах Когельник сосредоточилась на том, что впоследствии стало известно как «Женские работы», в том числе на женской роли, изображенной в коммерческой рекламе. Побочное проникновение феминистических вопросов с иронией, юмором и крутой поп-эстетикой было уникальным для творчества Когельника в это время. В 1974 году она также начала периодически работать с керамикой, используя скульптурную форму как продолжение живописи.
В 1980-х годах фрагментированные люди, знаки и символы начинают наполнять работы Когельника, и в своей серии «Расширение» она использовала керамические модули, показанные вместе с её картинами. В 1978 году она также выпустила и сняла короткометражный 16-миллиметровый черно-белый фильм CBGB с участием Джима Кэрролла и других.
В более поздних работах человеческое тело изображалось во всё более фрагментированной и управляемой форме, пока в 1990-х годах большая часть её работ не изображала очень абстрактные, но выразительные лица. За это время Когельник создала серию стеклянных скульптур, связанных с ними рисунков и гравюр, в которых она стремилась прокомментировать декоративные и коммерческие темы в искусстве.

## Смерть и наследие
Кики Когельник скончалась от рака 1 февраля 1997 года в Вене. Похоронена в Блайбурге. Музей Бельведер в Вене в том же году провёл большую ретроспективу её работ. В 1998 году Когельник была посмертно награждена высшей медалью Австрии в области искусства – Австрийским почётным знаком «За науку и искусство». Ранее она была награждена в 1995 году Премией города Вены за визуальное искусство.
С момента смерти художницы был создан Фонд Кики Когельник, американская некоммерческая организация с офисами в Вене и Нью-Йорке. Миссия фонда – защищать, документировать, исследовать и увековечать творческое наследие Кики Когельник. Начиная с 2009 года фонд продолжает поддерживать и расширять базу данных произведений Когельник, созданную в Нью-Йорке для художественно-исторических исследований, и в конце концов создаст Каталог-резоне.
В 2003 году почта Австрии выпустила марку в 55 евроцентов с изображением картины Когельник «Prenez Le Temps d'Aimer» (1973). Когельник также спроектировала два фонтана, один в Блайбурге, а другой в Клагенфурте, в Австрии, где улица названа в её честь.
В 2015 году Когельник была включена в выставку The World Goes Pop, которая проводилась в «Tate Modern». Экспозиция раскрыла альтернативный взгляд на поп-арт, показав, что это было не просто американское движение, а международное. На международном уровне поп-арт также часто использовался в качестве подрывной речи протеста, а не просто как праздник западного потребительства. Шоу длилось с 17 сентября 2015 года по 24 января 2016 года.